# Syzygium jambos
Syzygium jambos, auch als Rosenapfel bezeichnet, ist ein Baum aus der Familie der Myrtengewächse (Myrtaceae). Die Art stammt aus Südostasien und wird aufgrund ihrer Früchte weltweit in den Tropen kultiviert.

## Beschreibung

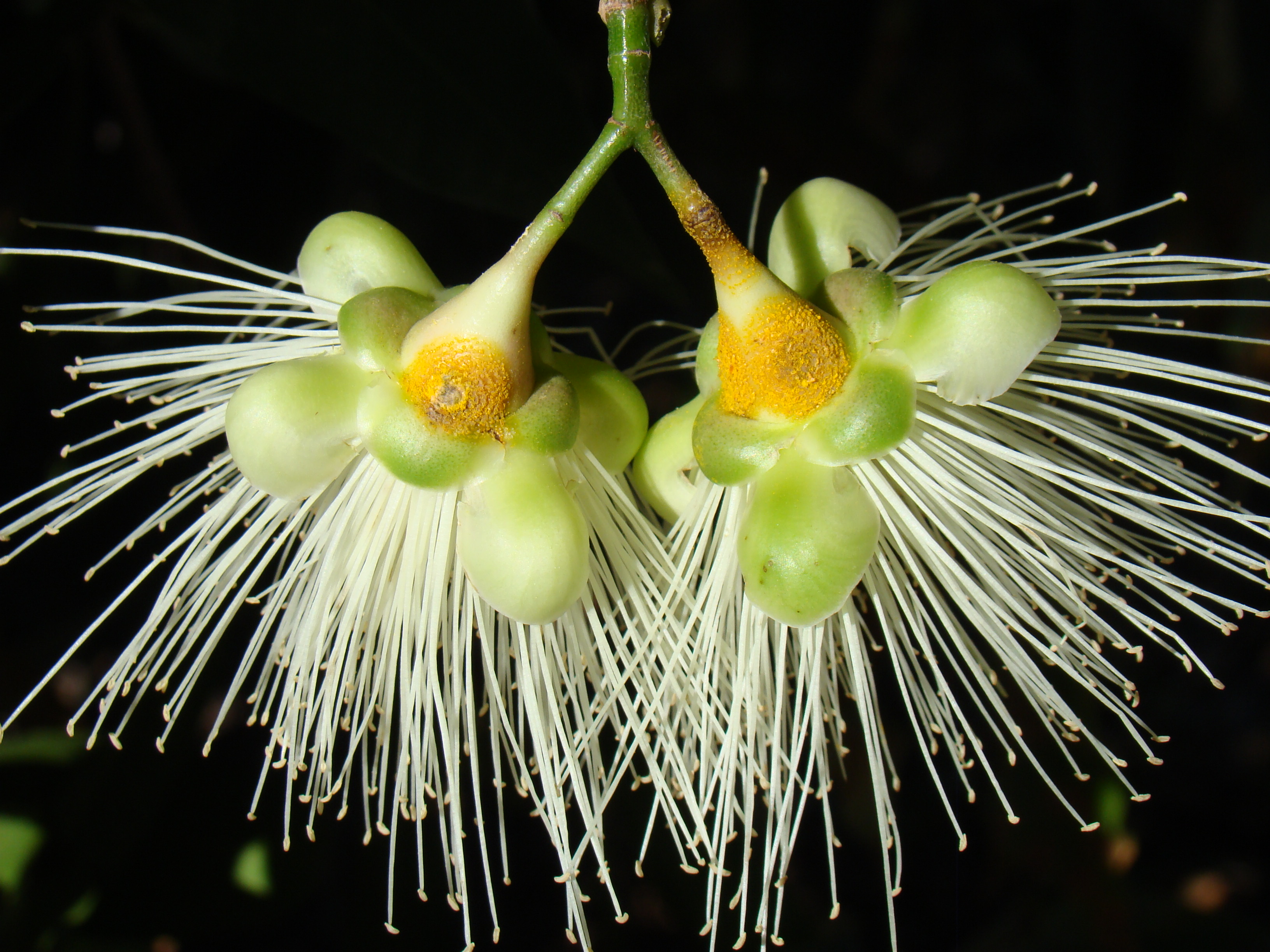
Blüten

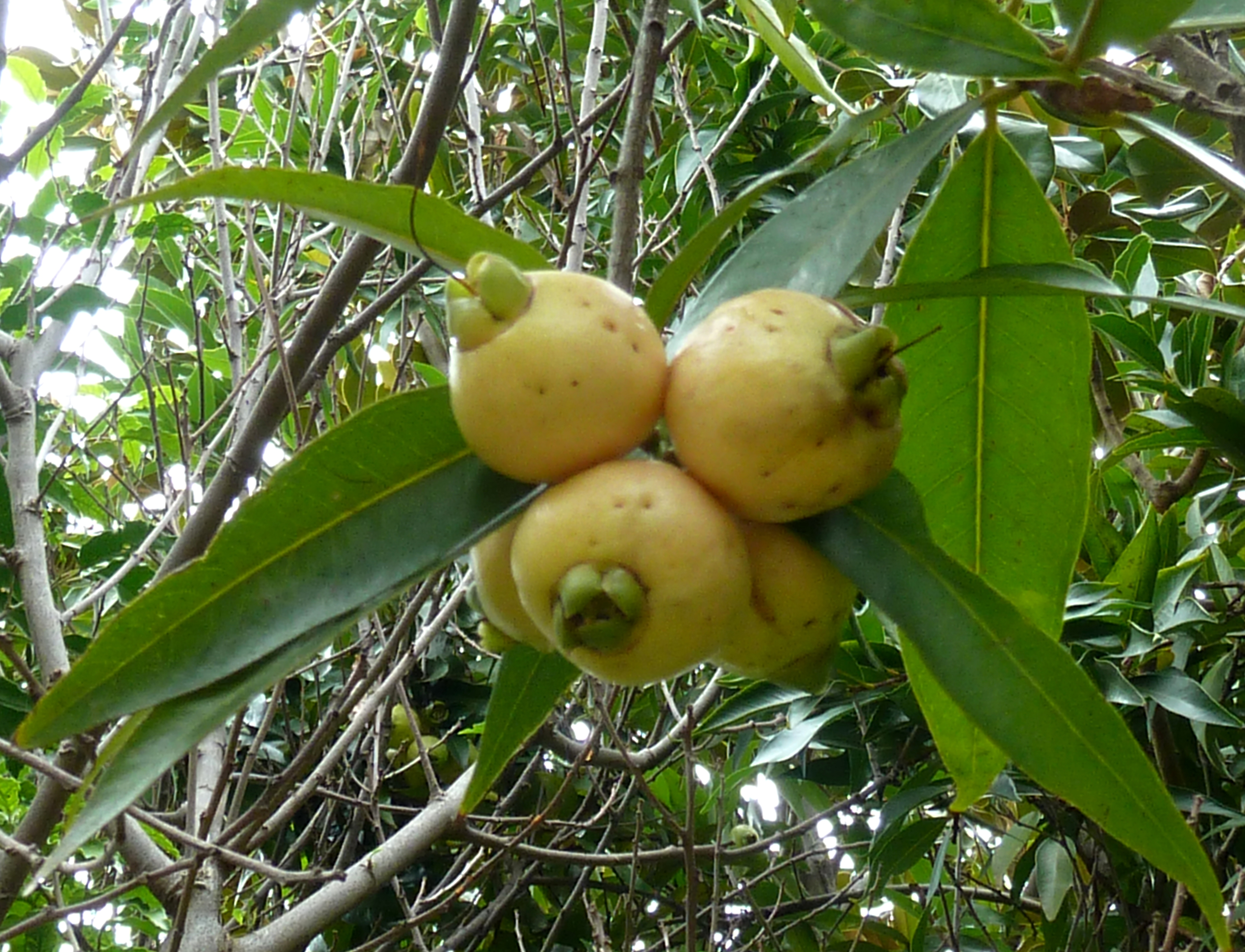
Früchte am Baum

Syzygium jambos ist ein bis zu 10 Meter hoher Baum mit kurzen Stamm, breiter Krone und stielrunden oder beinahe stielrunden Zweigen. Die Blätter stehen gegenständig. Sie sind einfach und haben einen 5 bis 10 Millimeter langen Stiel. Die ledrige oder steif papierartige Blattspreite ist 8 bis 26 Zentimeter lang und 2 bis 4,5 Zentimeter breit, lanzettlich, eiförmig lanzettlich, länglich oder lineal, zugespitzt bis lang zugespitzt mit keilförmiger Basis. Beide Seiten sind glänzend grün und mit Öldrüsen besetzt. Es werden 8 bis 25 auf der Unterseite vorstehende Blattadern gebildet. Junge Blätter sind rosa oder rot gefärbt und wachsen in schlaffen Büscheln.
Die Blüten sind zu wenigen in endständigen Rispen mit einem 1 bis 3,5 Zentimeter langen Stiel angeordnet oder stehen einzeln in den Blattachseln. Die Einzelblüten haben einen Durchmesser von 3 bis 4 Zentimeter und sind süß duftend. Der Blütenbecher ist 0,8 bis 1,5 Zentimeter lang und verkehrt kegelförmig. Die vier Kelchblätter sind 5 bis 8 Millimeter lang, 6 bis 9 Millimeter breit und rundlich bis dreieckig-eiförmig. Die Kronblätter sind 1,4 bis 1,5 Zentimeter lang, weiß oder rosafarben, breit eiförmig und zuletzt zurückgebogen. Die zahlreichen Staubblätter sind cremeweiß und 1,5 bis 2,8 Zentimeter lang, die Staubbeutel etwa 1,5 Millimeter. Der Griffel ist 2 bis 3,5 Zentimeter lang. Als Früchte werden 2,5 bis 5 Zentimeter dicke, kreisel- bis birnenförmige, gelbliche, weißliche oder rote, ein- oder zweisamige steinfruchtartige Beeren gebildet mit bleibenden, verdickten Kelchblättern. Die Früchte haben einen rosenähnlichen Duft und einen erfrischenden aber etwas faden Geschmack. 
Die Art blüht von März bis April, die Früchte reifen von Mai bis Juni oder von November bis Dezember.
Die Chromosomenzahl beträgt 2n = 44.

## Verbreitung
Das ursprüngliche Verbreitungsgebiet liegt in Südost-Asien. Dort wächst sie in Mischwäldern auf Gebirgshängen, Flussufern und Flusstälern in Höhen von 100 bis 1500 Metern. Die Art wird jedoch in den Tropen weltweit als Obst-, Zier- oder Schattenbaum kultiviert.

## Systematik
Syzygium jambos ist eine Art aus der Gattung Syzygium in der Familie der Myrtengewächse (Myrtaceae), Unterfamilie Myrtoideae, Tribus Syzygieae. Die Art wurde von Carl von Linné 1753 in seinem Werk Species Plantarum als Eugenia jambos (Basionym) erstbeschrieben. Arthur Hugh Garfit Alston ordnete sie 1931 der Gattung Syzygium zu.
Es werden drei Varietäten unterschieden:
- Syzygium jambos var. jambos mit 12 bis 25 Zentimeter langen, lanzettlichen oder länglichen Blattspreiten, 2 bis 2,8 Zentimeter langen Narben und gelblichen Früchten.
- Syzygium jambos var. linearilimbum Hung T. Chang & R. H. Miao mit linealen, 18 bis 26 Zentimeter langen Blattspreiten und einzeln in den Blattachseln stehenden Blüten.
- Syzygium jambos var. tripinnatum  (Blanco) C. Chen mit 8 bis 12 Zentimeter langen, eiförmig-lanzettlichen oder länglichen Blattspreiten, 3 bis 3,5 Zentimeter langen Narben und roten Früchten.[3]

## Verwendung
Die Früchte werden frisch verzehrt oder zu Marmelade, Gelee oder Getränken verarbeitet. Die Bäume werden auch als Ziergehölz oder Schattenbaum gepflanzt.